# Makaira mazara
A Makaira mazara a sugarasúszójú halak (Actinopterygii) osztályának sügéralakúak (Perciformes) rendjébe, ezen belül a vitorláskardoshal-félék (Istiophoridae) családjába tartozó faj.

## Rendszertani besorolása
Egyes rendszerezők és halbiológusok azonosnak tartják a kék marlinnal (Makaira nigricans). Szerintük ez a vitorláskardoshal a kék marlin csendes- és indiai-óceáni állományait képezi.

## Előfordulása
A Makaira mazara előfordulási területe a Csendes- és az Indiai-óceánok trópusi és szubtrópusi vizeiben van; ritkábban a mérsékelt övi vizekben is megtalálható. Főleg az Egyenlítő térségét részesíti előnyben.

## Megjelenése
Mindkét nem átlagosan 350 centiméteres és mindkettőnek a legnagyobb hossza 500 centiméter. A legnehezebb kifogott példány 170 kilogrammot nyomott. A hátúszóján 40-45, a farok alatti úszóján 18-24 sugár van. 24 csigolyája van. A hosszúkás teste nem túl lapított. A felső állcsontja (maxilla) közepesen hosszú „kardban” végződik. Két hátúszója van. A mellúszói sarló alakúak és 21-23 sugarúak. A háti része sötétkék, az oldalain 15 kékes sáv fut alá és a hasi része halvány ezüstös. A hasi részén 25 kobaltszínű csík van, melyeket pontok alkotnak. A tarkóján dudor található. Pikkelyei hosszúkásak, vastagok és elcsontosodottak. A farokúszó tövének mindkét felét két-két csontos képződmény erősít.

## Életmódja
A nyílt vizek lakója. Azokat a helyeket kedveli, ahol a vízhőmérséklet 21 Celsius-fokos. A vízfelszíntől 200 méter mélyig lelhető fel; általában 100 méter mélyen található. A felnőttek magányosak, a fiatalok legfeljebb 10 fős rajokat alkotnak, azonban ez nem rendszeres. Táplálékát kalmárok és egyéb fejlábúak, valamint makrélafélék és rákok alkotják.
Legfeljebb 28 évig él.

## Szaporodása
Az eddigi megfigyelések alapján, egész évben ívhat. Egyik ismert ívóhelye Francia Polinézia közelében van.

## Felhasználása
Ez a vitorláskardoshal rajta van a vándorló tengeri halakat védelmező, úgynevezett Annex I of the 1982 Convention on the Law of the Sea határozat listáján; azonban ennek ellenére folyik a kereskedelmi halászata, továbbá a sporthorgászok egyik kedvence. Az ipari kifogásához a hosszú zsinóros halászatot alkalmazzák. A helybéli halpiacokon frissen vagy fagyasztva árusítják.

## Források

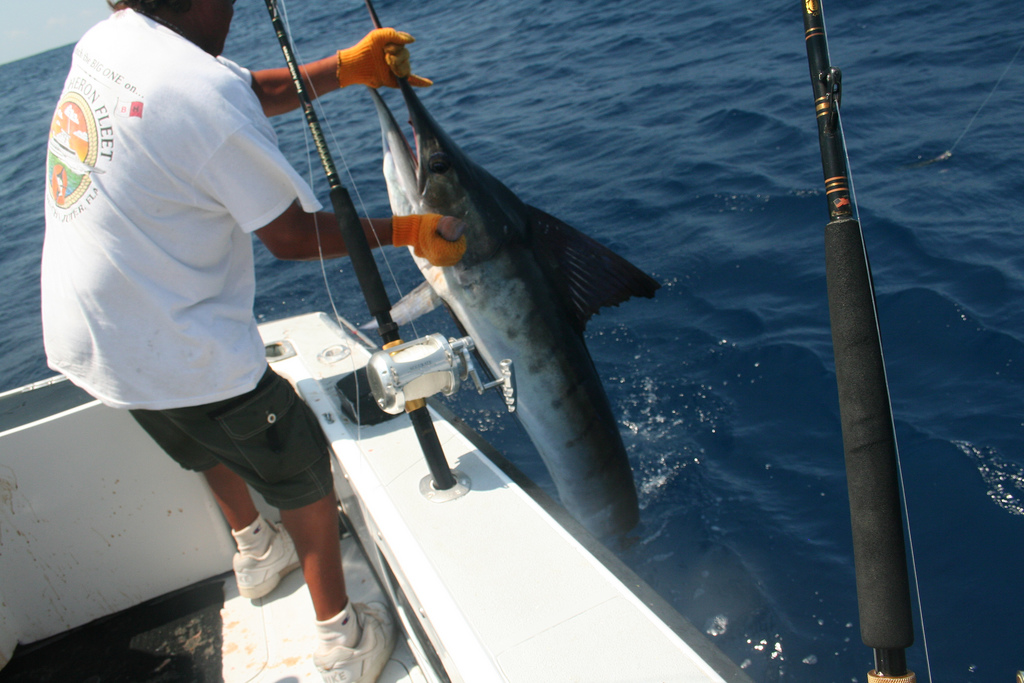
A hal Mexikó nyugati vizeiből